# Lord-lieutenant du Huntingdonshire
Ceci est une liste de personnes qui ont servi comme lord-lieutenant du Huntingdonshire. Huntingdonshire est devenu Huntingdon and Peterborough en 1965; voir Lord-lieutenant de Huntingdon and Peterborough. De 1672 à 1965, tous les lord-lieutenants étaient également Custos Rotulorum of Huntingdonshire.
- Henry Hastings, 3e comte de Huntingdon en 1581
- John St John, 2e baron St John of Bletso 8 avril 1588 – 23 octobre 1596
- Oliver St John, 3e baron St John of Bletso 1er avril 1597 – octobre 1618
- Oliver St John, 4e baron St John of Bletso 14 mars 1619 – 21 juillet 1627 conjointement avec
- Esmé Stewart (3e duc de Lennox) 14 mars 1619 – 30 juillet 1624 et
- Henry Montagu (1er comte de Manchester) 18 octobre 1624 – 1642 conjointement avec
- Oliver St John, 4e baron St John de Bletso 5 fevrier 1629 – 25 aout 1636
- Interregnum
- Edward Montagu (2e comte de Manchester) 26 septembre 1660 – 7 mai 1671 conjointement avec
- Édouard Montagu (1er comte de Sandwich) 26 septembre 1660 – 28 mai 1672
- Robert Montagu (3e comte de Manchester) 7 mai 1671 – 10 mars 1681
- Robert Bruce (1er comte d'Ailesbury) 10 mars 1681 – 20 octobre 1685 (en l'absence de Edward Montagu, 2e comte de Sandwich)
- Thomas Bruce (2e comte d'Ailesbury) 10 mars 1681 – 8 avril 1689 (en l'absence de Edward Montagu, 2e comte de Sandwich)
- Charles Montagu 4e comte de Manchester 8 avril 1689 – 20 janvier 1722
- Edward Montagu, vicomte Hinchingbrooke 14 février 1722 – 3 octobre 1722
- William Montagu (2e duc de Manchester) 25 octobre 1722 – 21 octobre 1739
- Robert Montagu (3e duc de Manchester) 6 novembre 1739 – 10 mai 1762
- George Montagu (4e duc de Manchester) 8 juin 1762 – 4 septembre 1788
- George Montagu (1er duc de Montagu) 7 mai 1789 – 23 mai 1790
- James Graham (3e duc de Montrose) 3 juillet 1790 – 14 mars 1793
- William Montagu (5e duc de Manchester) 14 mars 1793 – 25 septembre 1841
- John Montagu (7e comte de Sandwich) 25 septembre 1841 – 3 mars 1884
- Francis Russell (9e duc de Bedford) 16 avril 1884 – 14 janvier 1891
- Edward Montagu (8e comte de Sandwich) 17 février 1891 – 26 juin 1916
- Howard Coote 6 septembre 1916 – 17 juillet 1922
- George Charles Montagu, 9e comte de Sandwich 17 juillet 1922 – 28 janvier 1946
- Granville Proby 28 janvier 1946 – 9 mars 1947
- Ailwyn Fellowes 3e baron de Ramsey 30 juillet 1947 – 1965